# 萬景臺
萬景臺（：／ Man-gyŏngdae）是位於朝鮮民主主義人民共和國平壤直轄市萬景臺區的觀光景點，在平壤西南部20公里處的大同江畔，為群山所環繞。山上存有石質的古烽火臺，臺下可俯瞰山景和江水，飽覽萬景，因而得名。
萬景臺又是朝鮮領袖金日成的誕生地和革命地，帶有神聖色彩。許多紀念物和歌曲皆以「萬景臺」命名。

## 相关历史
万景台曾经是朝鲜达官显贵发的墓地，而金日成的祖父金辅铉曾是这里的守陵人。